# Hidroelektrarna Golica
Hidroelektrarna Golica je srednje velika avtomatska hidroelektrarna pod Golico/Koralpe ob Dravi. Zgrajena je bila v sedemdesetih letih dvajsetega stoletja pod krajem Labot (nem. Lavamünd) na nadmorski višini 339 m. Leta 2011 so jo obnovili in jo nadgradili s črpalko. Hidroelektrarna se napaja iz akumulacijskega Jezera Sobote po visokotlačnem cevovodu dolžine 5 km. Višinska razlika cevovoda je 735 m.
Zgornje akumulacijsko jezero zajezuje reko Bistrico, ki se po svoji naravni strugi izliva v Dravo pri kraju Muta. Zaradi posega v porečje slovenskega vodotoka je bil pred izgradnjo še v času Jugoslavije sklenjen meddržavni sporazum, po katerem 80% lastniški delež pripada avstrijski družbi Kelag in 20% družbi Elektrogospodarstvo Slovenije. Danes 20% delež pripada družbi Dravske elektrarne Maribor.
1. ↑  »KW Koralpe: Upgrading zum Pumpspeicherkraftwerk« (PDF). Kelag. Julij 2015. Arhivirano iz prvotnega spletišča (PDF) dne 5. avgusta 2017. Pridobljeno 5. avgusta 2017.
2. ↑  »Pumpspeicherkraftwerk Feldsee & Pumpspeicherkraftwerk Koralpe«. Kelag. Arhivirano iz prvotnega spletišča dne 5. avgusta 2017. Pridobljeno 5. avgusta 2017.
3. ↑  »Delež elektrike iz ČHE Golica pod okrilje Dravskih elektrarn«. Naš stik. Pridobljeno 19. oktobra 2024.